# Jeżewo (Tłuchowo)
Jeżewo – część wsi Tłuchowo w Polsce położona w województwie kujawsko-pomorskim, w powiecie lipnowskim, w gminie Tłuchowo.
W latach 1975–1998 miejscowość położona była w województwie włocławskim.